# Andrew Koenig
 Der er for få eller ingen kildehenvisninger i denne artikel, hvilket er et problem. Du kan hjælpe ved at angive troværdige kilder til de påstande, som fremføres i artiklen.

Joshua Andrew Koenig (17. august 1968 – februar 2010) var en amerikansk skuespiller, filminstruktør, redaktør og forfatter, som var søn af skuespiller Walter Koenig, der var kendt for sin rolle som Pavel Chekov i Star Trek.
Fra 1985 til 1989 spillede han en tilbagevendende rolle som Richard "Boner" Stabone, i de første fire sæsoner af Growing Pains. I samme periode, var han gæstestjerne i episoder af My Sister Sam og My Two Dads og 21 Jump Street. I begyndelsen af 1990'erne, lagde han stemme til den animerede serie GI Joe.
I februar 2010 blev han meldt savnet af venner og familie. Han blev sidst set i nærheden af en bagerbutik i Vancouver, Canada den 14. februar. Ifølge hans forældre, bortgik han som bevis for, at han var deprimeret. Den 25. februar 2010, blev det rapporteret af CNN, at hans lig blev fundet af venner i Stanley Park i Vancouver. Politiet bekræftede senere at det var hans lig som blev fundet tidligere på dagen, Andrew Koenigs far fortalte ved en pressekonference, at hans søn begik selvmord.